# The Prem Rawat Foundation
The Prem Rawat Foundation (TPRF) ist eine Stiftung, die 2001 gegründet wurde. Ihre Zielsetzung ist die weltweite und kulturübergreifende Verbreitung der Botschaft von Prem Rawat, sowie humanitäre Hilfeleistungen in Katastrophengebieten, durch Veröffentlichung von Vorträgen, Ansprachen, Schrifttum, Musik, Kunst und öffentlichen Foren.
Die Stiftung gibt sich das Motto „Würde - Frieden - Wohlstand“ (dignity - peace - prosperity).
Schwerpunkt der in Los Angeles ansässigen Organisation liegt dabei auf Hilfeleistungen für Menschen in abgelegenen, ländlichen Gebieten. Nach eigenen Angaben sponserte TPRF von 2003 bis 2007 fünfmal eine kostenlose Augenklinik in Indien. Nach umfangreicher Zerstörung durch Hurrikan Ivan 2004 verteilte die Stiftung batteriefreie Taschenlampen auf Grenada. 2005 unterstützte TPRF das Welternährungsprogramm der Vereinten Nationen, die weltweit größte Organisation für Hungerhilfe, mit Spenden für die Katastrophengebiete in Niger, Indonesien, Guatemala, Mosambik, Sumatra und Sri Lanka. Außerdem finanzierte die Stiftung Hilfsaktionen nach dem Erdbeben in Pakistan, Erdrutschen auf den Philippinen und dem Hurrikan Katrina in den USA, nach dem Erdbeben in Peru im August 2007, ferner in Partnerschaft mit Oxfam ein Frühstücksprogramm für die Schulkinder der Ureinwohner einer australischen Insel sowie mit der Action Against Hunger ein Hilfsprogramm für unterernährte Kinder in Tucumán, Argentinien, und in Partnerschaft mit dem Cambodian Children's Fund für Kinder in Kambodscha.
Im Jahre 2006 nahm die Organisation eine Versorgungseinrichtung (Food for People) in Nordostindien in Betrieb, in der täglich 45.000 Gratismahlzeiten für mittellose Kinder und Erwachsene ausgegeben werden. Eine zweite derartige Einrichtung zur lokalen Sicherstellung der Ernährung wurde 2008 in Nepal gegründet, unter Schirmherrschaft der Premsagar Foundation Nepal, mit Hilfe einer Spende von US$ 250.000 von TPRF.
Für ein Trinkwasser-Entwicklungsprogramm der TPRF in Ghana in Zusammenarbeit mit dem National Council of Women of the United States wurde Prem Rawat im April 2006 im Hauptquartier der Vereinten Nationen in New York geehrt und ausgezeichnet. 2006 beteiligte sich TPRF an einem Trinkwasserprojekt von Oxfam in vom Krieg zerstörten Teilen des Libanon.
Die Stiftung beteiligte sich 2007 an Projekten der Entwicklungshilfeorganisation Voluntary Service Overseas in Afrika sowie an Hilfsaktionen des Compartimos Bienestar y Salud Para Los Niños Maya I.A.P bei der Überflutung der Provinz Tabasco in Mexiko.
Im Jahre 2007 begann die Stiftung ein sehr erfolgreiches Friedens-Erziehungs-Programm (Peace Education Program, PEP) für Strafgefangene, das 2011 an 25 Gefängnissen in 10 Ländern durchgeführt wurde.
2008 sponserte die Organisation 80.000 Mahlzeiten für notleidende Kinder in Houston im Rahmen der Kid's Café-Aktion der Houston Food Bank, sowie in Verbindung mit der Eastern Culture Foundation und der Eastern Charity Foundation ein zunächst einjähriges Frühstücksprogramm für 530 Grundschulkinder der Ureinwohner in abgelegenen Gegenden Taiwans. Flutopfer in Santa Lucia, Ecuador, erhielten in Partnerschaft mit Montañas de Esperanza Nahrungsmittelhilfe.
Über World Food Programme der Vereinten Nationen unterstützte TPRF Flüchtlinge in Kenia bei den Unruhen nach den Wahlen 2008, ferner die Joaquim Chissano Foundation bei einem Trinkwasserprojekt in Zitundo, Mosambik. Die Stiftung beteiligte sich über WFP an den Hilfsmaßnahmen für die Bevölkerung von Myanmar nach dem verheerenden Wirbelsturm Nargis, ferner durch eine Spende an die China Disabled Persons' Federation an Hilfsmaßnahmen für die von einem schweren Erdbeben betroffenen Bevölkerung im südwestlichen China. Über Facebook organisierte und sponserte die Organisation eine Nahrungshilfeprogramm für die Bevölkerung von Haïti wegen drohender Hungersnot nach drastischen Nahrungsmittelpreiserhöhungen, sowie über die regionale Non-Profit-Agentur ONG Kulawa ein Nahrungshilfsprogramm für behinderte Frauen und Kinder in Niger. TPRF unterstützte America´s Second Harvest bei Trinkwasser- und Nahrungshilfe nach den Überschwemmungen im mittleren Westen der USA und startete die dritte Initiative zur Verbesserung der Trinkwasserversorgung in Ghana und in Niger.
TPRF unterstützte ein Trinkwasserprojekt für 60 Schulen in Pakistan zusammen mit dem Rotary Club Lahore Mozang sowie die St. John of Jerusalem-Augenklinik in Gaza.
Die Stiftung ist Mitglied der Better Business Bureau's Wise Giving Alliance und unterliegt der entsprechenden Rechenschaftspflicht hinsichtlich Gemeinnützigkeit.
Die Prüfungsstelle Charity Navigator hat die Stiftung in den Jahren 2009, 2010 und 2011 Bestnoten für den verantwortungsvollen Umgang mit Spendengeldern vergeben.

Die Stiftung wird ehrenamtlich von Linda H. Pascotto geleitet, Stellvertreter ist Stephen Bordoni, Schatzmeister ist Scott Mazo. 2004 betrug das Budget $1.609.696; 2005: $1.684.700.